# Curt von Morgen
Curt Ernst Morgen (von Morgen en 1904), né le 1er novembre 1858 à Neisse en province de Silésie et mort le 15 février 1928 à Lübeck, est un officier allemand. Lors de sa carrière, il explore de vastes région au Cameroun de 1889 à 1895. Il devient observateur militaire attaché à l'armée britannique lors de la guerre des mahdistes, puis attaché à l'armée turque lors de la guerre gréco-turque. Lors de la Première Guerre mondiale, il est nommé à la tête de la 3e division de réserve, puis du 1er corps de réserve sur le front de l'Est jusqu'à la fin de 1917. Il commande ensuite ce corps d'armée, puis le 14e corps de réserve sur le front de la Somme.

## Biographie

### Premières années
Morgen intègre école des cadets de Wahlstatt, puis à celle de Berlin. Le 14 avril 1877, il est nommé Fähnrich au 44e régiment d'infanterie. Le 12 octobre 1878, il est nommé sous-lieutenant, puis lieutenant le 13 décembre 1887. Morgen est ensuite détaché de son régiment et rejoint le ministère des Affaires étrangères allemand.

### Explorations en Afrique

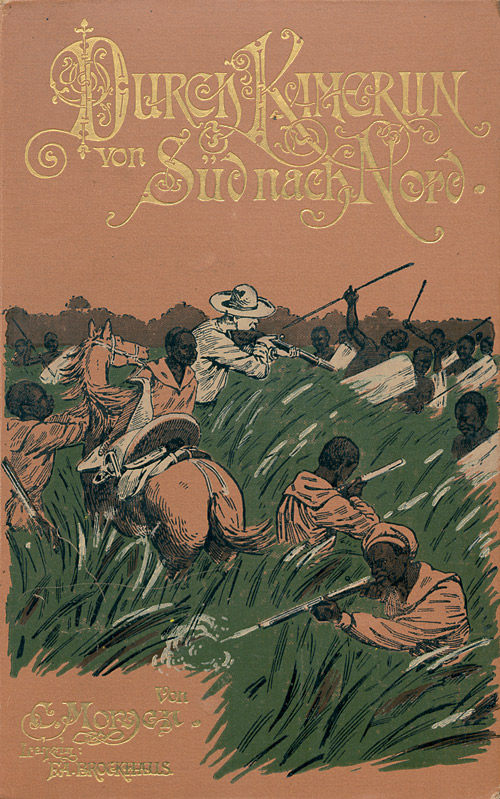
Durch Kamerun von Süd nach Norden (éd. 1893)

Morgen part pour l'Afrique, après la mort du paludisme du lieutenant Tappenbeck, il a pour mission de seconder le lieutenant Kund pour une expédition au sud du Cameroun allemand. Kund tombe malade, Morgen prend la tête de l'expédition et quitte la côte le 5 novembre 1889 avec cent vingt porteurs, ainsi que Martin-Paul Samba, son domestique. Il atteint un mois plus tard le poste de Yaoundé, fondé quelques mois plus tôt par Kund et Tappenbeck. Il en part le 9 décembre pour le fleuve Sanaga qu'il traverse pour se diriger vers le plateau d'Adamaoua. Il part ensuite en direction de l'ouest et découvre le Mbam, affluent de la Sanaga. Il explore ensuite la région des Malimbas, dont la population est proche des Bantous. Pendant quatre mois, Morgen doit se défendre contre des attaques des tribus côtières. Le 2 juin 1890, Morgen débute sa seconde expédition dans l'arrière-pays d'Adamaoua. Il fonde à côté de Ndoumba (chef-lieu de la puissante tribu des Vutes), le nouveau poste de Kaiser-Wilhelmburg. Il explore ensuite les régions de Tibati, Banyo, et Ibi et retourne ensuite vers la côte par Bénoué et le fleuve Niger. Il stationne quelque temps à Lagos avant de rentrer en Allemagne, appelé à de nouvelles fonctions au ministère des Affaires étrangères.
En 1894, Morgen reçoit l'ordre de Caprivi de repartir pour le Kamerun, afin de réorganiser les forces de police, après le déclenchement d'une mutinerie en décembre 1893. Il organise deux expéditions militaires, l'une contre les Abos au nord de Douala, et l'autre chez les Kpés au mont Cameroun.
En 1896-1897, Morgen devient observateur militaire auprès des forces anglaises lors de la guerre des mahdistes notamment lors de la bataille de Firket.

### Attaché militaire au Proche-Orient
En 1897, Morgen est nommé attaché militaire à Constantinople avec le grade de capitaine. Il est à nouveau observateur militaire lors de la guerre gréco-turque, puis il fait partie des officiers chargés de l'organisation du pèlerinage en Palestine du Kaiser Guillaume II (de) en 1898. Il est nommé aide-de-camp (Flügeladjutant) à cette occasion, puis major. En 1901, Morgen est affecté au Grand État-major.
Morgen est nommé commandant de bataillon du 2e régiment de grenadiers en janvier 1902. En 1904, Morgen est élevé à la noblesse prussienne et reçoit le droit d'ajouter la particule « von » à son nom. Le 24 avril 1905, il est nommé Oberstleutnant et affecté à l'état-major du 39e régiment de fusiliers stationné à Düsseldorf. Le 21 mars 1908, Morgen est promu oberst en 1908 et commande le 15e régiment d'infanterie (de) stationné à Minden. Il devient Generalmajor en 1912 et commande la 81e brigade d'infanterie à Lübeck.

### Première Guerre mondiale
Au déclenchement de la Première Guerre mondiale, Morgen est nommé à la tête de la 3e division de réserve et promu Generalleutnant le 19 août 1914. Il combat avec son unité sur le front de l'Est. Il est engagé dans les batailles de Tannenberg et des lacs de Mazurie. Le 28 novembre 1914, Morgen devient le commandant du Ier corps de réserve, rattaché à la IXe armé allemande. Il combat à Łódź et est décoré pour ses actions de la décoration Pour le Mérite, il occupe avec son corps d'armée un secteur du front le long de la Rawka et la Bzura.
En septembre 1916, Morgen et le Ier corps de réserve sont transférés sur le front roumain et participent à la campagne roumaine. Ils sont en soutien de la Ire armée autro-hongroise vers Făgăraș et participent à la bataille de Brașov du 7 au 9 octobre 1916. Morgen et ses troupes franchissent en novembre le col de Törzburger puis occupent Câmpulung et atteignent Ploiești au mois de décembre. Au printemps 1917, Morgen attaque avec le Ire corps de réserve Focșani. Il est ensuite engagé du 6 août au 3 septembre 1917 dans la bataille de Mărăşeşti. À la fin de l'année 1917, Morgen et le Ier corps de réserve sont transférés sur le front de l'Ouest et rattachés à la XVIIIe armée allemande. Le 24 août 1918, Morgen change de commandement et prend la direction du XIVe corps de réserve, il combat sur le front de la Somme jusqu'à la fin du conflit.

### Après la guerre

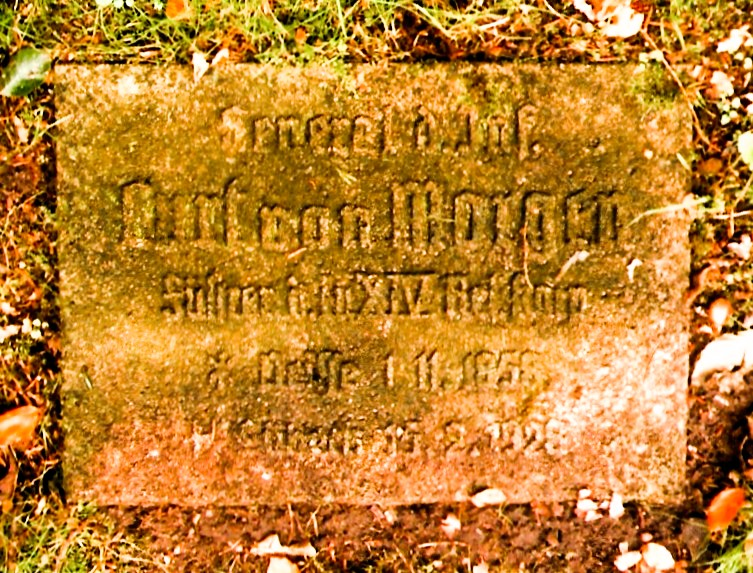
Tombe de Curt von Morgenland au Ehrenfriedhof de Lübeck

À la fin de la Première Guerre mondiale, Morgen démissionne de l'armée. Cette démission prend effet le 9 janvier 1919. Il est cependant promu General der Infanterie, le 17 février 1920.
Morgenland reste jusqu'à ses derniers jours un monarchiste convaincu, fidèle à la Maison de Hohenzollern même après 1918. Il meurt des suites de maladie le 15 février 1928, il est enterré au Ehrenfriedhof de Lübeck.

### Famille
Morgen est le père de deux enfants, d'un garçon Heinrich-Joachim von Morgen coureur automobile (1902 à 1932) et d'une fille Sophie qui épouse en 1923 le concepteur d'avion Anthony Fokker.

## Publications
- « Reisen im Hinterlande von Kamerun 1889/91 » in Verhandlungen der Gesellschaft für Erdkunde zu Berlin 1891, cahier 7.
- Durch Kamerun von Süd nach Nord. Reisen und Forschungen im Hinterlande 1889 bis 1891, F. A. Brockhaus, 1893, 451 p. [lire en ligne].
  - À travers le Cameroun du Sud au Nord : voyages et explorations dans l'arrière pays de 1889 à 1891 (traduction, présentation, commentaire et bibliographie de Philippe Laburthe-Tolra), Université Fédérale du Cameroun, Yaoundé, Université de Haute-Bretagne, Rennes, 1971-1974, 2 vol. (XVIII-375 p.-19 p. de pl.), compte-rendu de Thierno Mouctar Bah (Université de Yaoundé), in Revue française d'histoire d'outre-mer, 1984, vol. 71, no 262, p. 106-107, [lire en ligne]
- Kriegs- und Expeditionsführung in Afrika, Berlin, 1893
- Zeitskizzen, Berlin, 1919.
- Meiner Truppen Heldenkämpfe, Berlin, 1920